# Freguesia de Nossa Senhora do Carmo (Macau)
A Freguesia de Nossa Senhora do Carmo é uma das sete freguesias de Macau e abrange toda a ilha da Taipa. Ela não tem quaisquer poderes administrativos, sendo reconhecido pelo Governo como uma mera divisão regional e simbólica de Macau. 

## Edifícios ou Locais famosos localizados na Freguesia de Nossa Senhora do Carmo
- Templo de Pou Tai Un (菩提園 ou 菩提襌院)
- Pequeno Templo de Kun Iam (觀音岩)
- Templo de Kun Iam Tong
- Templo de Tin Hau (天后宮)
- Templo de Sam Po (三婆廟)
- Templo de Pak Tai (北帝廟)
- Igreja de Nossa Senhora do Carmo
- Rua do Cunha (Vila da Taipa)
- Jockey Clube de Macau
- Estádio Campo Desportivo
- Casas-Museu da Taipa ()
- Forte da Taipa
- Aeroporto Internacional de Macau
- Universidade de Macau
- Universidade de Ciência e Tecnologia de Macau
- Terminal Marítimo de Passageiros da Taipa